# Radu Constantin
Radu Constantin (n. 19 apr. 1926, Adjud) a fost un politician comunist român, primar al Bucureștiului în perioada iunie 1988 - 7 februarie 1989.